# Клиди
Клиди (грч. Κλειδί) је насељено место у општини Александрија у периферији Средишња Македонија, Грчка. Према попису из 2021. године било је 1.084 становника.
Према бугарском географу и историчару, Василу Канчову, у Клидију је 1900. године живело 600 Грка и 80 Рома. Године 1928. Клиди је имао 434 становника, од чега само девет грчких избеглица.